# Dithmarschen
Dithmarschen é um distrito (kreis ou landkreis) da Alemanha localizado no estado de Schleswig-Holstein.

## Cidades e municípios
Populações em 31 de dezembro de 2006:
| Cidades 1. Brunsbüttel (13.620) 2. Heide (20.695) |

Estas cidades são chamadas Amtsfreie Städte por não pertencerem a nenhum Amt (vide abaixo).
Ämter (singular: Amt; português: ofício, escritório, secretaria), e seus municípios membros:
| - 1. Burg-Sankt Michaelisdonn [sede: Burg] 1. Averlak (619) 2. Brickeln (215) 3. Buchholz (1129) 4. Burg (4294) 5. Dingen (715) 6. Eddelak (1453) 7. Eggstedt (827) 8. Frestedt (383) 9. Großenrade (522) 10. Hochdonn (1280) 11. Kuden (658) 12. Quickborn (229) 13. Sankt Michaelisdonn (3680) 14. Süderhastedt (878) - 2. Büsum-Wesselburen [sede: Büsum] 1. Büsum (4867) 2. Büsumer Deichhausen (348) 3. Friedrichsgabekoog (66) 4. Hedwigenkoog (280) 5. Hellschen-Heringsand-Unterschaar (183) 6. Hillgroven (83) 7. Norddeich (430) 8. Oesterdeichstrich (297) 9. Oesterwurth (275) 10. Reinsbüttel (426) 11. Schülp (489) 12. Strübbel (99) 13. Süderdeich (518) 14. Warwerort (303) 15. Wesselburen, cidade (3077) 16. Wesselburener Deichhausen (146) 17. Wesselburenerkoog (148) 18. Westerdeichstrich (931) - 3. Eider [sede: Hennstedt] 1. Barkenholm (180) 2. Bergewöhrden (33) 3. Dellstedt (801) 4. Delve (730) 5. Dörpling (619) 6. Fedderingen (278) 7. Gaushorn (213) 8. Glüsing (107) 9. Groven (129) 10. Hägen (53) 11. Hemme (515) 12. Hennstedt (1952) 13. Hollingstedt (329) 14. Hövede (64) 15. Karolinenkoog (138) 16. Kleve (439) 17. Krempel (647) 18. Lehe (1116) 19. Linden (862) 20. Lunden (1635) 21. Norderheistedt (155) 22. Pahlen (1154) 23. Rehm-Flehde-Bargen (612) 24. Sankt Annen (345) 25. Schalkholz (609) 26. Schlichting (246) 27. Süderdorf (389) 28. Süderheistedt (544) 29. Tellingstedt (2529) 30. Tielenhemme (172) 31. Wallen (37) 32. Welmbüttel (461) 33. Westerborstel (106) 34. Wiemerstedt (167) 35. Wrohm (738) | - 4. Heider Umland [sede: Heide] 1. Hemmingstedt (2957) 2. Lieth (401) 3. Lohe-Rickelshof (1981) 4. Neuenkirchen (1042) 5. Norderwöhrden (286) 6. Nordhastedt (2790) 7. Ostrohe (959) 8. Stelle-Wittenwurth (472) 9. Weddingstedt (2336) 10. Wesseln (1349) 11. Wöhrden (1326) - 5. Marne-Nordsee [sede: Marne] 1. Diekhusen-Fahrstedt (750) 2. Friedrichskoog (2489) 3. Helse (946) 4. Kaiser-Wilhelm-Koog (390) 5. Kronprinzenkoog (923) 6. Marne, cidade (5917) 7. Marnerdeich (357) 8. Neufeld (669) 9. Neufelderkoog (161) 10. Ramhusen (156) 11. Schmedeswurth (209) 12. Trennewurth (268) 13. Volsemenhusen (364) - 6. Mitteldithmarschen [sede: Meldorf] 1. Albersdorf (3517) 2. Arkebek (246) 3. Bargenstedt (911) 4. Barlt (830) 5. Bunsoh (875) 6. Busenwurth (318) 7. Elpersbüttel (902) 8. Epenwöhrden (808) 9. Gudendorf (425) 10. Immenstedt (97) 11. Krumstedt (543) 12. Meldorf, cidade (7551) 13. Nindorf (1177) 14. Nordermeldorf (666) 15. Odderade (326) 16. Offenbüttel (294) 17. Osterrade (463) 18. Sarzbüttel (725) 19. Schafstedt (1364) 20. Schrum (77) 21. Tensbüttel-Röst (691) 22. Wennbüttel (84) 23. Windbergen (842) 24. Wolmersdorf (332) |

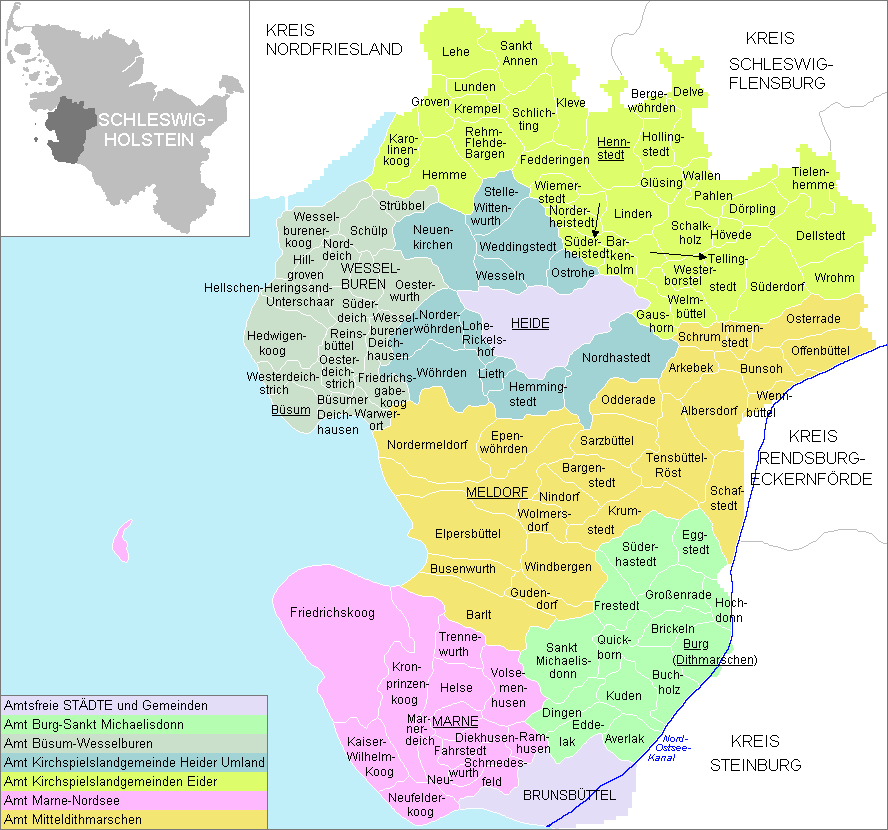
Cidades, municípios e Ämter do distrito de Dithmarschen.